# Reni Jusis
Renata Jusis-Makowiecka (Konin, 29 maart 1974) is een Poolse zangeres.

## Discografie

### Albums
- Zakręcona (1998)
- Era Renifera (1999)
- Elektrenika (2001)
- Trans Misja (2003)
- Dyskografia (2005)
- Magnes Album|Magnes (2006)
- Magnes Special Edition
- Iluzjon (2009)
- BANG! (2016)

- International Standard Name Identifier: 0000 0001 1193 3103
- Library of Congress Control Number: no2012029867
- MusicBrainz: 8e873e96-cc22-4a36-8148-ff24175c523d
- Virtual International Authority File: 162908483
- WorldCat: E39PBJktkY6hGmmxptdj96dhHC